# Trucco prostetico

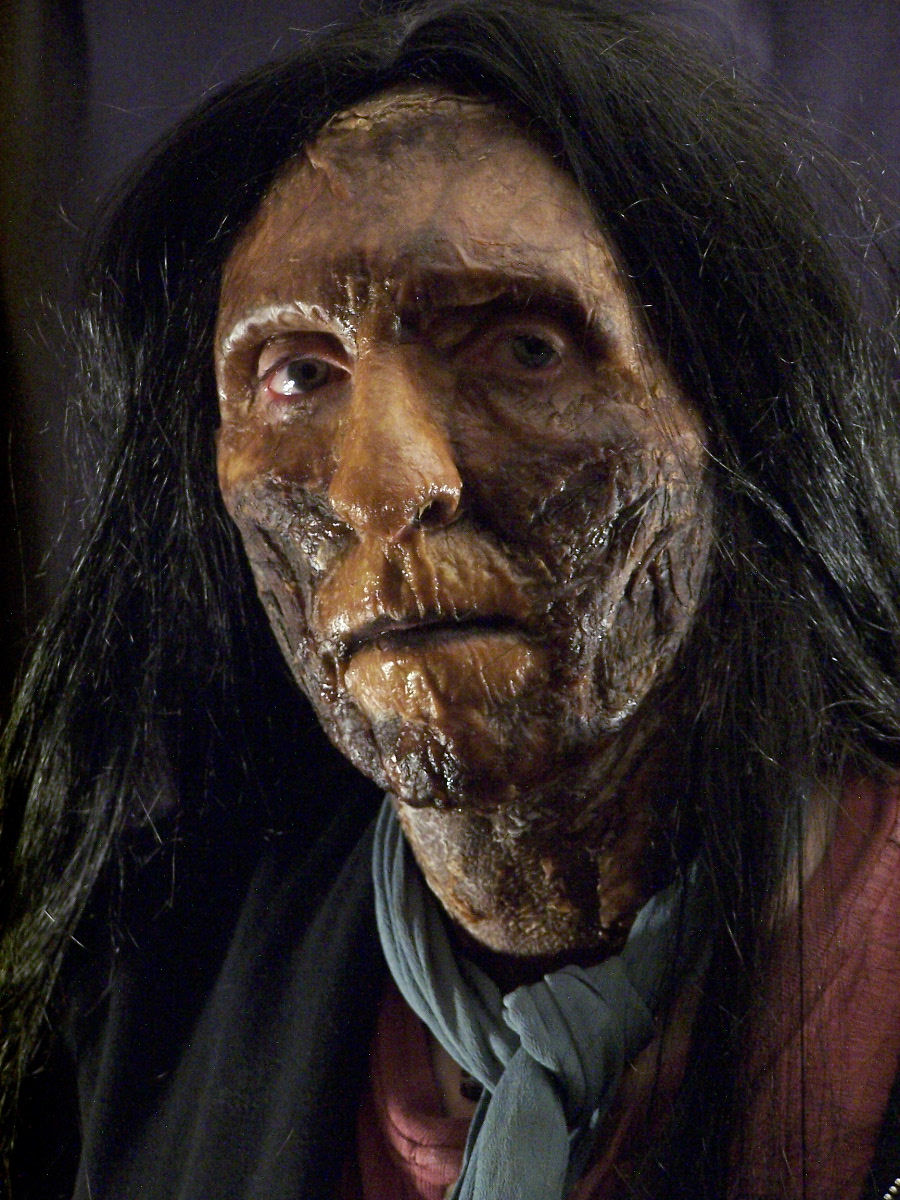
Rappresentazione di un mostro di Frankenstein con trucco prostetico.

Il trucco prostetico (chiamato anche "protesi FX") è il processo di utilizzo di protesi scolpite, stampate o fuse, per creare effetti cosmetici avanzati. Il trucco prostetico è stato rivoluzionato da Dick Smith in film come Il piccolo grande uomo (Little Big Man, 1970).

## Tecnica
La creazione di un trucco prostetico inizia con il processo di lifecasting, che serve a produrre una copia tridimensionale di parti del corpo (spesso il viso) da usare come base per scolpire la protesi. Per gli stampi "lifecast" si utilizza l'alginato, o, negli ultimi tempi, la gomma siliconica. Questo stampo iniziale è relativamente debole e flessibile. Uno stampo più solido viene fatto sovrapponendo a quello iniziale gesso o bende in fibra di vetro. Una volta che lo stampo negativo è stato creato, viene subito riempito di gesso, per fare uno "positivo".
La forma della protesi viene modellata in creta sopra a questo stampo. I bordi della creta dovrebbero essere il più sottili possibile: la creta rappresenta quello che alla fine sarà il pezzo prostetico. Completata la scultura, viene creato un secondo stampo. A questo punto si hanno due o più pezzi dello stampo, uno positivo della faccia e uno o più pezzi negativi della faccia con le protesi scolpite sopra. Tutta la creta viene accuratamente rimossa e il materiale prostetico versato nella cavità dello stampo. Come materiale prostetico si può utilizzare lattice, gelatina, silicone o altri materiali simili. Quando è asciutto, si può applicare e truccare.